# Abakar Abdelkerim Daoud
Pour les articles homonymes, voir Daoud.
Abakar Abdelkerim Daoud est un militaire tchadien né vers 1968, dans la région de Wadi Fira.

## Formation
Abakar Abdelkerim Daoud nait vers 1968. Il de l'ethnie Zaghawa originaire de la région de Wadi Fira, il a combattu au côté de l’ancien président tchadien Idriss Déby lors de la rébellion contre le régime de Hissène Habré en 1990.

## Carrière
Surnommé Kirekeyno (« celui qui ne fuit pas », en dialecte zaghawa), il a été nommé chef de la sécurité présidentielle dès 1991 avant de diriger la garde présidentielle un an plus tard.
Il est blessé dans des combats autour du lac Tchad en 1992 et soigné en France pendant plus d’un an. Il est successivement chef de la gendarmerie nationale en 2008, chef d’état-major de l’armée de terre (CEMAT), conseiller au ministère de la Défense et enfin chef d’état-major général des armées (CEMGA) jusqu'à la mort du président Déby.
Après la mort d'Idriss Déby le 20 avril 2021 et la prise de pouvoir par son fils Mahamat Idriss Déby, il devient membre du Conseil militaire de transition.Le 17 septembre 2022, il est élevé au rang de général des armées  à titre exceptionnel.